# Uprawy energetyczne
Uprawy energetyczne – uprawy roślin w celu pozyskania biomasy z przeznaczeniem na cele energetyczne, czyli do produkcji energii cieplnej, energii elektrycznej oraz paliwa gazowego (biogazu) lub ciekłego. Biomasa jest zaliczana do odnawialnych zasobów energii. Za uprawy energetyczne uznaje się te uprawy, które nie wytwarzają żywności. Odpady z upraw roślin przemysłowych i żywnościowych też mogą być używane w celu produkcji energii, ale takie uprawy nie są uznawane za uprawy energetyczne.
Rośliny energetyczne, nadające się do upraw energetycznych to m.in.:
- rzepak, słonecznik, len, konopie siewne i inne rośliny oleiste
- kukurydza zwyczajna, zboża, ziemniaki,
- burak cukrowy, trzcina cukrowa,
- ślazowiec pensylwański (tzw. malwa pensylwańska, Sida hermaphrodita),
- wierzba wiciowa (Salix viminalis),
- rdest sachaliński (Polygonum sachalinense),
- miskant (Miscanthus spp.),
- mozga trzcinowata (Phalaris arundinacea),
- topinambur (tzw. słonecznik bulwiasty) (Helianthus tuberosus),
- róża wielokwiatowa (tzw. róża bezkolcowa) (Rosa multiflora),
- paulownia puszysta (Paulownia tomentosa).

Uprawy energetyczne wykorzystywane są przez:
- przedsiębiorstwa, których produktem finalnym jest biopaliwo i zakłady tłuszczowe, gorzelnie, cukrownie
- przedsiębiorstwa, które wytwarzają ciepło i energię elektryczną, np. ciepłownie, elektrociepłownie.

W celu zwiększenia zainteresowania uprawami energetycznymi, w grudniu 2006 roku Rada Wspólnot Europejskich zgodziła się na wprowadzenie w nowych krajach członkowskich następujących rozwiązań:
1. Wprowadzenia dopłaty do uprawy roślin energetycznych z budżetu Unii Europejskiej w wysokości 45 euro/ha.
2. Zakwalifikowania upraw wieloletnich do płatności bezpośrednich.